# Himerois univittata
Himerois univittata är en fjärilsart som beskrevs av Arnold Pagenstecher 1900. Himerois univittata ingår i släktet Himerois och familjen nattflyn. Inga underarter finns listade i Catalogue of Life.